# توم هاوس
توم هاوس (بالإنجليزية: Tom House) هو لاعب كرة قاعدة أمريكي، ولد في 29 أبريل 1947 في سياتل في الولايات المتحدة.

## وصلات خارجية
- توم هاوس على موقع دوري كرة القاعدة الرئيسي (الإنجليزية)
- توم هاوس على موقعبيزبول رفرنس.كوم (الدوري الرئيسي) (الإنجليزية)
- توم هاوس على موقعبيزبول رفرنس.كوم (الدوري الثانوي) (الإنجليزية)
- توم هاوس على موقع مشجعي الرسوم البيانية (الإنجليزية)